# Banka Izraele
Banka Izraele (hebrejsky בנק ישראל‎, Bank Jisra'el, anglicky Bank of Israel, arabsky بنك إسرائيل‎) je centrální banka Státu Izrael. Nachází se v Jeruzalémě a pobočku má v Tel Avivu. Jejím současným guvernérem je Amir Jaron.

## Historie
Banka Izraele byla založena 24. srpna 1954, kdy Kneset přijal Zákon o Bance Izraele, který ji přiřkl dohlížecí právo nad ostatními bankami. Kontrola nad stanovením kurzů vůči cizím měnám byla bance přidělena až roku 1978. Od roku 1992 banka nastavuje inflační plán a je zmocněna pro jeho potřeby měnit monetární politiku.

## Guvernéři banky
- David Horovic, 1954–1971
- Moše Sanbar, 1971–1976
- Arnon Gafni, 1976–1981
- Moše Mandelbaum, 1982–1986
- Micha'el Bruno, 1986–1991
- Jacob A. Frenkel, 1991–2000
- David Klein, 2000–2005
- Stanley Fischer, 2005–2013
- Karnit Flugová, 2013–2018
- Amir Jaron, od 2018